# Validade preditiva
Em psicometria, a validade preditiva é a medida em que a pontuação obtida por uma pessoa em uma escala ou teste prevê pontuações em alguma medida de critério.  
Por exemplo, a validade preditiva de um teste cognitivo para desempenho no trabalho é a correlação entre as pontuações no teste e, por exemplo, as avaliações de desempenho feitas pelo supervisor. Tal teste teria validade preditiva se a correlação observada fosse estatisticamente significativa.
Como em muitos aspectos da ciência social, a magnitude das correlações obtidas nos estudos de validade preditiva geralmente não é muito grande.  Uma validade preditiva típica para um teste de emprego pode obter uma correlação na vizinhança de r = 0,35. Valores mais altos são vistos ocasionalmente e valores mais baixos são muito comuns. No entanto, a utilidade (ou seja, o benefício obtido ao tomar decisões usando o teste) fornecida por um teste com uma correlação de 0,35 pode ser bastante substancial. 